# Caren Diefenderfer
 Caren Lea Diefenderfer  (* 18. März 1952 in Allentown (Pennsylvania); † 30. März 2017) war eine US-amerikanische Mathematikerin und Hochschullehrerin, die für ihre Bemühungen zur Förderung des Rechnens bekannt war.

## Leben und Forschung
Diefenderfer absolvierte die Louis E. Dieruff High School in Allentown, Pennsylvania, und kam in ihrem Juniorjahr als Transferstudentin vom Smith College an das Dartmouth College, wo sie Mathematik studierte. Sie gehörte zu den ersten Frauen, die am Dartmouth College zugelassen wurden. 1973 schloss sie dort ihr Studium der Mathematik mit summa cum laude ab. 1977 erhielt sie eine Fakultätsstelle an der Hollins University, wo sie zur ordentlichen Professorin befördert wurde und vierzig Jahre lehrte. Sie promovierte 1980 bei David Sprecher an der University of California, Santa Barbara mit der Dissertation: Approximation of Functions of Several Variables concerned function approximation for multivariate functions. 1985 heiratete sie David Robertson, mit dem sie zwei Söhne hatte. Sie wurde 2008 mit dem Hollins University Distinguished Service Award ausgezeichnet. 2011 erhielt sie sowohl den Herta Freitag Faculty Award als auch den Roberta A. Stewart Service Award. 2017 wurde sie posthum mit dem Algernon Sydney Sulliven Community Award (Citation) ausgezeichnet.

## Veröffentlichungen (Auswahl)
- 2012: The Joy of Quantitative Reasoning.   Editorial.   Numeracy Volume 5, Issue 1.
- 2011: mit Stuart Boersma, Shannon Dingman, Bernard Madison: Quantitative Reasoning in the Contemporary World, 3: Assessing Student Learning Numeracy Volume 4, Issue 2.